# ۱-متیل‌سیکلوپروپن
۱-متیل‌سیکلوپروپن (به انگلیسی: 1-Methylcyclopropene) با فرمول شیمیایی C۴H۶ یک ترکیب شیمیایی با شناسه پاب‌کم ۱۵۱۰۸۰ است؛ که جرم مولی آن ۵۴٫۰۹ g/mol می‌باشد.